# Bactrocera morula
Bactrocera morula är en tvåvingeart som beskrevs av Drew 1989. Bactrocera morula ingår i släktet Bactrocera och familjen borrflugor. Inga underarter finns listade.